# Present Tense
«Present Tense» es una canción del grupo de rock Pearl Jam de su cuarto álbum de estudio No Code de 1996. La canción está acreditada al cantante Eddie Vedder en la letra y a Mike McCready en la música.
En una reseña del álbum de la revista Allmusic, Present Tense es mencionada como una de las canciones del álbum que era "igual [a] las primeras piezas maestras del grupo. En la reseña de la revista Rolling Stone, Present Tense fue llamada como una "convincente interrogante emocional."

## Significado de la letra
De acuerdo con Vedder, el título de la canción está inspirado en las iniciales de Pete Townshend. Antes de interpretarla en vivo en un concierto de Pearl Jam ofrecido el 5 de octubre de 1996 en Charleston, Vedder declaró que, ya teniendo McCready la música, él le preguntó si podía ponerle la letra. En ese entonces Vedder comenta que necesitaba algo que lo hiciera pensar y lo primero que se le vino a la mente fue Pete Townshend, por lo que tomó sus iniciales para formar "Present Tense".
La letra de "Present Tense" es acerca del conformarse con el pasado, y de cómo uno debe vivir para el presente. Cuando se le preguntó acerca de la naturaleza introspectiva de la letra, en el tiempo del lanzamiento de "No Code", Vedder declaró: "Creo que hay un poco de auto-examinación en estas canciones, algo por lo que muchos de mis amigos están atravesando, conforme se acercan a los 30."